# Karl August Brummer
Pour les articles homonymes, voir Brummer.
Karl August Brummer, né en 1769 à Dresde, et mort le 29 avril 1803 dans la même ville, est un graveur allemand.

## Biographie
Karl August Brummer est né en 1769 à Dresde.
En 1786, il arrive à Stölzel pour se consacrer à l'art de la gravure, et à partir de ce moment-là, il fournit plusieurs portraits et figures.
Il meurt le 29 avril 1803 dans sa ville natale.